# 志磐
志磐（しばん、生没年不詳）は、南宋代の天台宗の僧・仏教史家。大石と号した。

## 略歴
幼くして袁機に師事し、後に出家して禅を学び、天台の教義に精通した。山外派に属する仁岳の系統に属し、嘗て四明山（現在の浙江省寧波市）の福泉寺や東湖の月波山に住し、教法の弘通につとめた。咸淳5年（1269年）、『仏祖統紀』（『大正蔵』49）を著わした。また別に『法界聖凡水陸勝会修斎儀軌』6卷の著書がある。